# Pachyten
Pachyten – trzecia z faz profazy I mejozy. Następuje po zygotenie, a poprzedza diploten.
Kompleks synaptonemalny jest w tej fazie bardzo zwarty.
Podczas pachytenu następuje:
- zjawisko crossing over,
- dalszy proces spiralizacji całkowicie skoniugowanych chromosomów homologicznych, które grubieją i skracają się, osiągając długość 5-krotnie mniejszą niż w leptotenie. Z tego powodu pachyten nazywany jest stadium grubych nici.